# Авербух Михайло Ізраїльович
Михайло Ізраїльович Авербух (рос. Михаил Израилевич Авербух нар. 15 лютого 1938, Євпаторія СРСР — пом. 7 липня 2009) — радянський футболіст, воротар.

## Кар'єра гравця
Вихованець юнацької команди Будівельник (Євпаторія). За свою кар'єру виступав у радянських командах «Колгоспник» (Полтава), «Хімік» (Дніпродзержинськ), «Спартак» (Москва), «Авангард» (Чернівці), «Авангард» (Харків) і «Жальгіріс» (Вільнюс). Після закінчення ігрової кар'єри проживав у Вільнюсі.